# Сільськогосподарчий
Сільськогоспо́дарчий — пасажирський залізничний зупинний пункт Лиманської дирекції Донецької залізниці на лінії Ступки — Краматорськ між станціями Краматорськ (6 км) та Часів Яр (24 км). Розташований на півдні міста Краматорська Донецької області.
Пасажирське сполучення не здійснюється понад 10 років.